# Décès en février 1988
Décès
- 1984
- 1985
- 1986
- 1987
- 1988
- 1989
- 1990
- 1991
- 1992

Pour une information complémentaire, voir la page d'aide.

| Date          | Nom                 | Activités                                                                                        | Âge | Source |
| ------------- | ------------------- | ------------------------------------------------------------------------------------------------ | --- | ------ |
| 1er février   | Marcel Bozzuffi     | Acteur français                                                                                  | 59  |        |
| 1er février   | Thornton Edwards    | Acteur américain                                                                                 | 93  |        |
| 1er février   | Heather O'Rourke    | Actrice américaine connue pour son rôle principal dans la trilogie cinématographique Poltergeist | 12  |        |
| 1er février   | Stephen Taylor      | Médecin, éducateur et homme politique britannique                                                | 78  |        |
| 7 février     | Francesco Pagliazzi | Peintre italien                                                                                  | 77  |        |
| 8 février     | Allan Cuthbertson   | Acteur britannique                                                                               | 67  | (en)   |
| 14 février    | Joseph Wresinski    | Prêtre diocésain français, fondateur du Mouvement des Droits de l'homme ATD Quart Monde          | 71  |        |
| 14 février    | Auguste Verdyck     | Coureur cycliste belge                                                                           | 86  |        |
| 15 février    | Seán MacBride       | Avocat irlandais, prix Nobel de la paix, cofondateur d'Amnesty International                     | 83  |        |
| 15 février    | Richard Feynman     | Physicien américain                                                                              | 69  |        |
| 17 février    | Henri Pertus        | Peintre français                                                                                 | 79  |        |
| 17 février    | Alain Savary        | Homme politique français, compagnon de la Libération                                             | 69  |        |
| 18 février    | Michael Howard      | Comédien britannique                                                                             | 71  |        |
| 19 février    | René Char           | Poète français, auteur des Feuillets d'Hypnos                                                    | 80  |        |
| 22 février    | Carmelo Albaladejo  | Footballeur espagnol                                                                             | 62  |        |
| 24 février    | Memphis Slim        | Pianiste de blues américain                                                                      | 72  |        |
| 25 février    | Leopold Drucker     | Footballeur et entraîneur de football autrichien                                                 | 85  |        |
| 28 février    | Leopold Paasch      | Compositeur allemand                                                                             | 75  |        |
| date inconnue | Toni Iordache       | Musicien roumain                                                                                 | 45  |        |